# 汤姆·米切尔
汤姆·米切尔（英語：Tom Mitchell，1989年7月22日—），英国男子橄榄球运动员。他曾代表英国七人制国家队参加2016年和2020年夏季奥林匹克运动会七人制橄榄球比赛，获得一枚银牌。